# Amanita japonica
Amanita japonica é um fungo que pertence ao gênero de cogumelos Amanita na ordem Agaricales. Foi descrito cientificamente por Bas em 1969.